# José María Movilla
José María Movilla Cubero (ur. 8 lutego 1975 w Madrycie) – piłkarz hiszpański grający na pozycji środkowego pomocnika. Od 2012 roku jest zawodnikiem klubu Real Saragossa.

## Kariera piłkarska
Swoją karierę piłkarską Movilla rozpoczął w Realu Madryt, gdzie grał w juniorach. W 1994 roku został zawodnikiem klubu CD Colonia Moscardó. W sezonie 1995/1996 był z niego wypożyczony do Numancii. W 1997 roku odszedł do CD Ourense, w którym spędził sezon. Z kolei w 1998 roku przeszedł do Málagi CF. W sezonie 1998/1999 awansował z nią z Segunda División do Primera División. W Máladze występował do końca sezonu 2000/2001.
Latem 2001 roku Movilla przeszedł do Atlético Madryt. W nim zadebiutował 26 sierpnia 2001 w zwycięskim 2:0 domowym meczu z Realem Jaen. W sezonie 2001/2002 awansował z Atlético do Primera División. W Atlético grał do końca 2003 roku.
Na początku 2004 roku Movilla został wypożyczony do Realu Saragossa. W Realu swój debiut zanotował 8 lutego 2004 w zwycięskim 2:1 domowym spotkaniu z Realem Sociedad. Latem 2004 podpisał kontrakt z Saragossą. Jej zawodnikiem był do końca sezonu 2006/2007. W sezonie 2003/2004 zdobył z Saragossą Puchar Króla, a następnie także Superpuchar Hiszpanii.
W 2007 roku Movilla trafił do Realu Murcia. W Realu zadebiutował 16 września 2007 w domowym meczu z Atlético Madryt (1:1). W sezonie 2007/2008 spadł z Realem do Segunda División. W klubie z Murcji grał też w sezonie 2008/2009.
W 2009 roku Movila został zawodnikiem Rayo Vallecano. W Rayo swój debiut zaliczył 29 sierpnia 2009 w zwycięskim 3:0 domowym meczu z Albacete Balompié. W sezonie 2010/2011 wywalczył z Rayo awans do Primera División.
W 2012 roku Movila wrócił do Realu Saragossa.
| Sezon   | Klub                | Kraj      | Rozgrywki          | Mecze | Bramki |
| ------- | ------------------- | --------- | ------------------ | ----- | ------ |
| 1994/95 | CD Colonia Moscardó | Hiszpania | Segunda División B | ?     | ?      |
| 1995/96 | CD Numancia         | Hiszpania | Segunda División B | 29    | 2      |
| 1996/97 | CD Colonia Moscardó | Hiszpania | Segunda División B | ?     | ?      |
| 1997/98 | CD Ourense          | Hiszpania | Segunda División   | 3     | 0      |
| 1998/99 | Málaga CF           | Hiszpania | Segunda División   | 41    | 2      |
| 1999/00 | Málaga CF           | Hiszpania | Primera División   | 35    | 2      |
| 2000/01 | Málaga CF           | Hiszpania | Primera División   | 37    | 3      |
| 2001/02 | Atlético Madryt     | Hiszpania | Segunda División   | 38    | 1      |
| 2002/03 | Atlético Madryt     | Hiszpania | Primera División   | 33    | 1      |
| 2003/04 | Atlético Madryt     | Hiszpania | Primera División   | 2     | 0      |
| 2003/04 | Real Saragossa      | Hiszpania | Primera División   | 15    | 0      |
| 2004/05 | Real Saragossa      | Hiszpania | Primera División   | 37    | 0      |
| 2005/06 | Real Saragossa      | Hiszpania | Primera División   | 25    | 1      |
| 2006/07 | Real Saragossa      | Hiszpania | Primera División   | 22    | 0      |
| 2007/08 | Real Murcia         | Hiszpania | Primera División   | 26    | 0      |
| 2008/09 | Real Murcia         | Hiszpania | Segunda División   | 24    | 1      |
| 2009/10 | Rayo Vallecano      | Hiszpania | Segunda División   | 40    | 1      |
| 2010/11 | Rayo Vallecano      | Hiszpania | Segunda División   | 41    | 2      |
| 2011/12 | Rayo Vallecano      | Hiszpania | Primera División   | 38    | 2      |
| 2012/13 | Real Saragossa      | Hiszpania | Primera División   | 29    | 0      |